# Plectopylidae
Die Plectopylidae sind eine Familie der Schnecken aus der Unterordnung der Landlungenschnecken (Stylommatophora). Die rezenten Vertreter sind in Süd- und Südostasien heimisch. Die Familie enthält knapp 100 rezente Arten.

## Merkmale
Die Gehäuse sind sehr stark abgeflacht bis nahezu planspiral. Sie sind rechts- oder linksgewunden mit bis 7 Windungen. Im Querschnitt sind die Windungen meist rund oder annähernd rund. Die Mündung kann Lamellen, Plicae oder Calli aufweisen. Meist steht die Mündung sehr schräg zur Windungsebene oder fällt aus der Windungsebene ab. Im zwittrigen Genitalapparat ist der Penis durch eine Einengung deutlich zweigeteilt. Der obere Teil besitzt eine Innenwand mit einem regelmäßigen Muster aus Knoten. Jeder Knoten weist eine zentrale Eintiefung auf, in der ein kleiner kalkige Dorn sitzt. Der untere Teil besitzt dagegen schwache, unregelmäßig Falten. Der Epiphallus ist eher kurz mit einem verdickten unteren Teil und einem eher fadenförmigen oberen Teil. Der Samenleiter ist relativ lang und verläuft frei. Der Ovidukt und die Vagina sind etwa gleich lang. Der Stiel der Spermathek ist dünn und basal verdickt. 

## Geographische Verbreitung und Lebensweise
Die heutigen Vertreter der Familie sind in Nordindien, Tibet, Süd- und Zentralchina, Myanmar, Laos, Vietnam sowie in Südjapan (Ryukyu-Inseln) beheimatet.

## Systematik
Schileyko (1999) führt unter der Familie sechs Gattungen auf. 
- Familie Plectopylidae  Moellendorff, 1899
  - Gattung Plectopylis Benson, 1860
  - Gattung Endoplon Gude, 1899
  - Gattung Sinicola Gude, 1899
  - Gattung Endothyrella Zilch, 1960
  - Gattung Chersaecia Gude, 1899
  - Gattung Amphicoelina Haas, 1933